# Arroyo Álamo

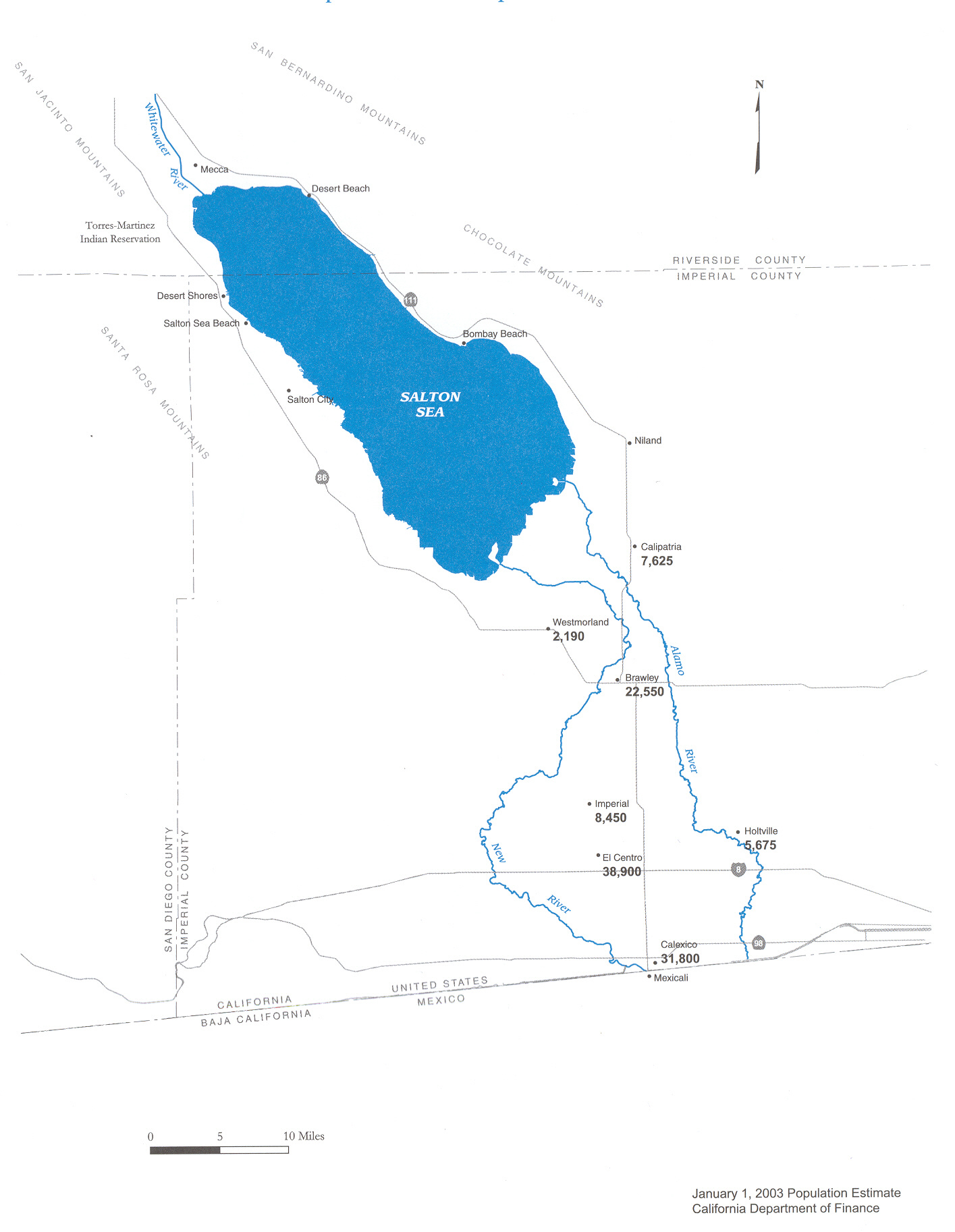
Mapa del río Álamo en EE. UU.

Arroyo Álamo o Río Álamo era un río, que fluyó de este a oeste, del poblado de Algodones, hacia la ciudad de Mexicali, ubicado al norte del valle de Mexicali en Baja California para luego cruzar hacia el Valle Imperial en California. Desemboca en el Mar de Salton.
El río Nuevo, y río Álamo y el lago Salton son aguas remanentes del Río Colorado, que vienen de norte a sur, luego fluyen de este a oeste, para luego volver hacia el norte. El trayecto era solo unos pocos kilómetros al sur de la frontera México-Estados Unidos, en paralelo a la ruta del Ferrocarril Intercalifornia. Un puente de acero se utilizó para cruzar el Río Álamo por el Ferrocarril Inter-california, a unos 5 m al sureste del poblado de Los Algodones.
Fuertes inundaciones marcaron a historia en 1905 y 1906 cuando fuertes aguaceros y nieve derretida hicieron que el río Colorado se desbordara e inundara el  Valle de Mexicali, y ampliara los cauces de Río Nuevo y Río Álamo. La inundación hizo que el canal se desbordara y rompiera el dique del Valle Imperial. El intempestivo flujo de agua y la falta de drenaje de la cuenca terminaron con la recreación del lago de Saltón, lo que anteriormente había sido el gran Lago Cahuila en un área que ya se inundaba con frecuencia en el pasado. Hicieron falta dos años para controlar la corriente del río Colorado y detener las inundaciones, pero se logró represar el río para el año 1907 que regresó a su curso habitual. Los ríos Álamo y Nuevo continúan sus corrientes, pero a un ritmo menor.
La instalación de canales de riego tanto del Valle Imperial como del Valle de Mexicali, dejó sin líquido al Río Álamo. En su lugar se construyó el canal Álamo, para llevar agua del Río Colorado al Valle Imperial. Posteriormente fue sustituido por el Canal Todo Americano, haciendo notar en el nombre, que ya no pasaba por México, el agua que fluía para el Valle Imperial, pues se rediseñó el trayecto, para que fuera siempre por territorio de Estados Unidos.